# Rudolf Mlakar
Rudolf Mlakar, slovenski partizan, politik in politični komisar, * 8. april 1903, † ?.
Kot pripadnik 13. slovenske narodnoosvobodilne brigade je bil eden izmed odposlancev, ki so se udeležili Zbora odposlancev slovenskega naroda v Kočevju.